# 酸化テクネチウム(VII)
酸化テクネチウム(VII)（さんかテクネチウム なな、英: technetium(VII) oxide）は、化学式が Tc2O7 と表されるテクネチウムの酸化物である。この揮発性の黄色固体は、珍しい分子性の二元金属酸化物の例で、この他には RuO4、OsO4、不安定な Mn2O7 がある。末端、架橋 Tc-O 結合距離はそれぞれ167 pmと184 pmで、Tc-O-Tc 角が180度の、中心対称な頂点共有二四面体構造をとっている。
酸化テクネチウム(VII)は450〜500 °Cでテクネチウムを酸化することによって得られる。
{\displaystyle {\ce {4Tc\ + 7O2 -> 2Tc2O7}}}
これは無水過テクネチウム酸や過テクネチウム酸ナトリウムの前駆体である。
{\displaystyle {\ce {Tc2O7\ + H2O -> 2HTcO4}}}
{\displaystyle {\ce {Tc2O7\ + 2NaOH -> 2NaTcO4\ + H2O}}}